# Pavel Chukhrai
Pavel Chukhrai (14 de outubro de 1946) é um diretor de cinema russo.